# Karl Berkemeyer

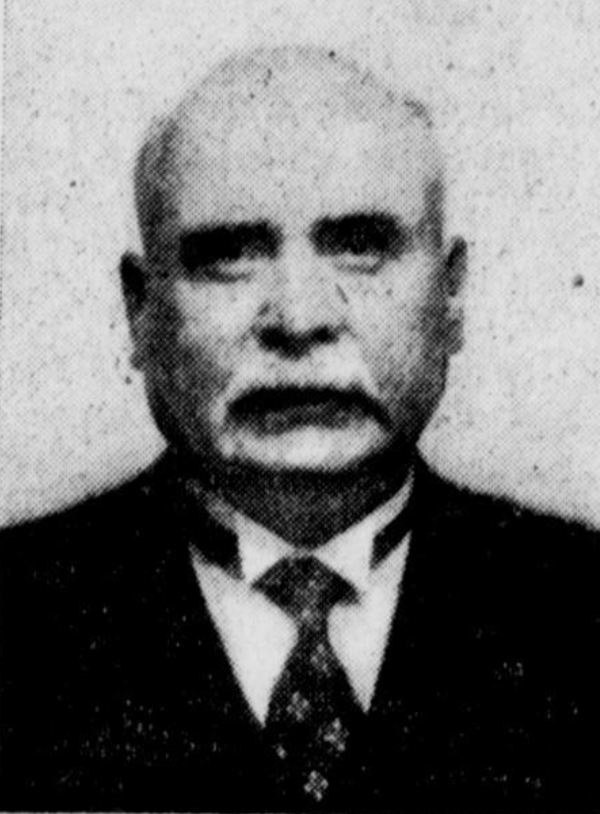
Carl Berkemeyer 1938

Karl-Heinrich Berkemeyer (auch Carl) (* 28. April 1868 in Dortmund; † 3. April 1951 ebenda) war ein deutscher Politiker und war von 1924 bis 1928 Abgeordneter des Preußischen Landtags.

## Leben
Sein Vater Friedrich Berkemeyer, ein Schreiner, stammte aus Kamen, wo die Familie seit 1700 einen Bauernhof gegenüber der Lindhorststraße und später am Westende der Otto-Prein-Str. hatte. Aus seiner Ehe mit Josefine Nordmann gingen vier Kinder hervor, von denen zwei in den Weltkriegen fielen. Er hatte eine Enkelin. Während der Luftangriffe auf Dortmund hielt er sich einige Jahre bei Verwandten im bayerischen Ziertheim auf.

## Politische Laufbahn

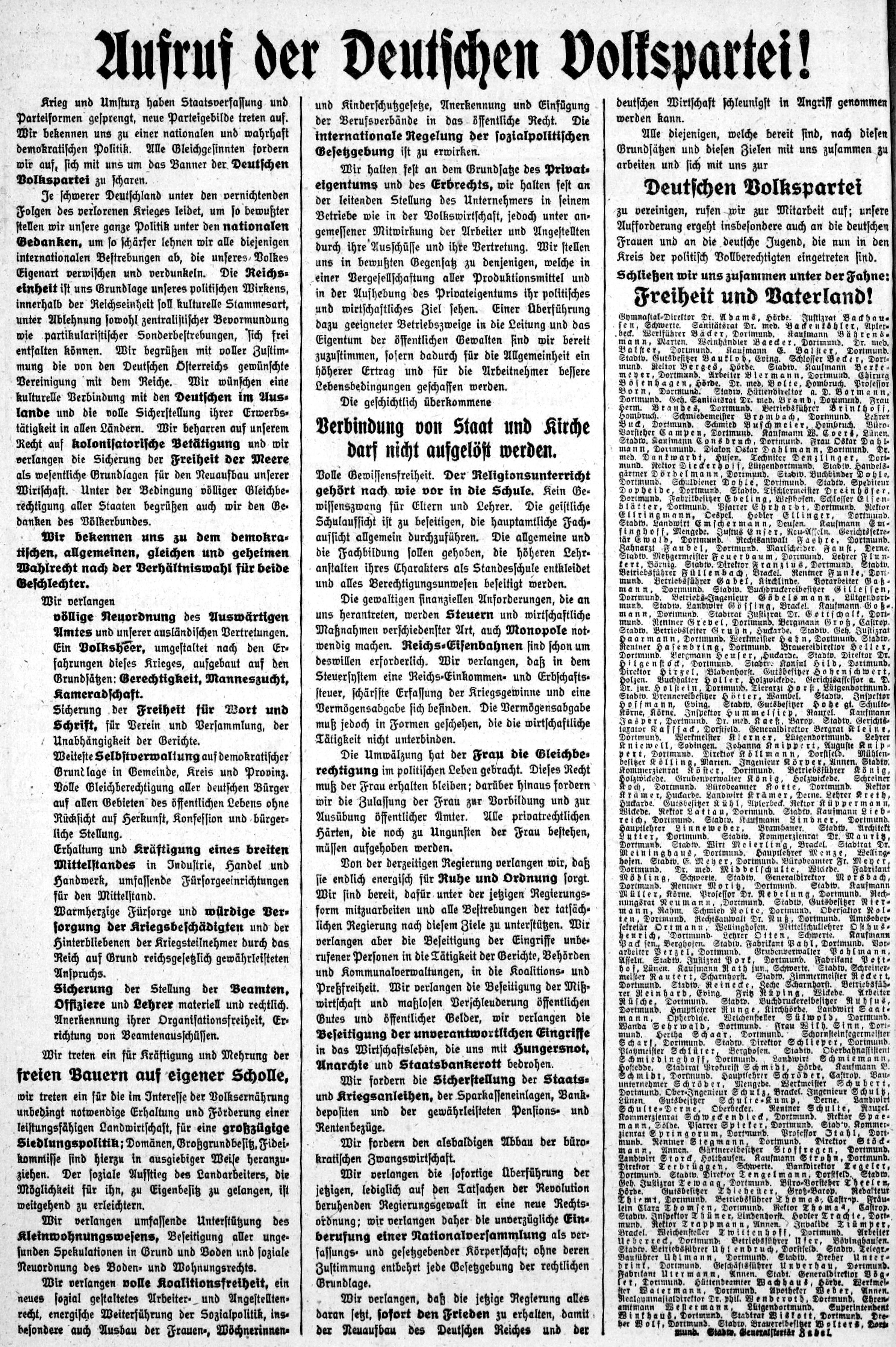
Mitunterzeichneter Aufruf der Dortmunder DVP vom 30. Dezember 1918.

Berkemeyer besuchte die Volksschule, absolvierte 1885 sein Abitur an der Städtischen Gewerbeschule in Dortmund und machte dann eine kaufmännische Lehre. Danach war hauptberuflich Kaufmann und führte bis zu seinem Einstieg in die Politik eine Gastwirtschaft in der Schützenstraße in Dortmund (Firma „Heinrich Carl Berkemeyer, Weinhandlung, Destillation und Schankwirtschaft“), die dann in den 1920er Jahren fortan von seiner Frau Josefine Nordmann betrieben wurde. 1921 bis 1933 war er Mitglied der Industrie- und Handelskammer zu Dortmund. Zunächst nahm er 1914 bis 1925 sein Amt als Gemeindevertretungsmitglied, d. h. Verordneter der Stadt Dortmund wahr. Erst Angehöriger der Nationalliberalen Partei (NLP), trat er dann bei der Wahl zur Preußischen Landesversammlung am 26. Januar 1919 im Wahlkreis 18 erfolglos für die DNVP an und wechselte dann zur Deutschen Volkspartei (DVP), bei der er als nationalliberal Gesinnter in der Weimarer Republik bis März 1928 blieb. Für die DVP hatte er in Dortmund schon am Ende 1918 einen Aufruf unterzeichnet. 1921 bis 1925 und erneut 1930 bis 1932 ist er im Wahlkreis Dortmund-Stadt Mitglied des Provinziallandtags der Provinz Westfalen gewesen. Er war zwischen 1924 und 1928 Mitglied des Preußischen Landtages. Ab 1930 war er dann Mitglied der Wirtschaftspartei. Bis 1933 war Berkemeyer auch Mitglied des preußischen Staatsrates, trat dort gleichzeitig als Mitglied der CNBL (Landvolkpartei) auf. Schließlich kehrte er dann ein Jahr später fraktionslos in die Gemeindevertretung seiner Heimatstadt für drei weitere Jahre zurück. Den Verkehrsverein Dortmund e.V. begründete er mit, war erster Vorsitzender des Haus- und Grundbesitzervereins Dortmund e.V. sowie Mitglied im Vorstand der Städtischen Sparkasse Dortmund.